# Ивановский сельский округ (Рузский район)
Ивановский сельский округ — упразднённая административно-территориальная единица, существовавшая на территории Рузского района Московской области в 1994—2006 годах.
Ивановский сельсовет был образован в первые годы советской власти. По данным 1919 года он входил в состав Хотебцовской волости Рузского уезда Московской губернии.
27 февраля 1922 года Хотебцовская волость была передана в Можайский уезд.
В 1927 году из Ивановского с/с был выделен Ведерниковский с/с.
В 1926 году Ивановский с/с включал посёлок Иваново, деревни Акатово, Ведерники I, Ведерники II, Григорово, Журавлёво, Косино, Пахомьево I, Пахомьево II, Петрово и Рупасово.
В 1929 году Ивановский с/с был отнесён к Рузскому району Московского округа Московской области. При этом к нему был присоединён Ведерниковский с/с.
20 сентября 1951 года из Филатовского с/с Осташёвского района в Ивановский с/с было передано селение Ведерники.
14 июня 1954 года Ивановский с/с был упразднён, а его территория передана в Лужковский с/с.
4 марта 1958 года Ивановский с/с был восстановлен из части упразднённого Лужковского с/с и селений Берёзки, Грули, Долматово, Помогаево, Сальково, Соколово, Филатово, Шапкино и Щёлково Судниковского с/с Волоколамского района.
31 июля 1959 года Ивановский с/с был вновь упразднён, а его территория передана в Куровский с/с.
31 июля 1962 Ивановский с/с был восстановлен путём преобразования Куровского с/с.
1 февраля 1963 года Рузский район был упразднён и Ивановский с/с вошёл в Можайский сельский район. 11 января 1965 года Ивановский с/с был возвращён в восстановленный Рузский район.
17 августа 1965 года из Ивановского с/с в Сумароковский с/с было передано селение Оселье.
2 августа 1967 года из Волковского с/с в Ивановский были переданы селения Копцево, Леньково, Накипелово, Покров, Ракитино, Шорново и посёлок Севводстроя.
30 мая 1978 года в Ивановском с/с были упразднены селения Березки, Григорово, Копцево, Пелохово, Шапкино и Щелково.
23 июня 1988 года в Ивановском с/с была упразднена деревня Сальково.
3 февраля 1994 года Ивановский с/с был преобразован в Ивановский сельский округ.
В ходе муниципальной реформы 2004—2005 годов Ивановский сельский округ прекратил своё существование как муниципальная единица. При этом все его населённые пункты были переданы в сельское поселение Ивановское.
29 ноября 2006 года Ивановский сельский округ исключён из учётных данных административно-территориальных и территориальных единиц Московской области.